# 李侃 (正統進士)
李 侃（り がん、1407年 - 1485年）は、明代の官僚。字は希正。本貫は順天府東安県。

## 生涯
1442年（正統7年）、進士に及第した。1445年（正統10年）、戸科給事中に任じられた。1449年（正統14年）8月、郕王朱祁鈺が監国すると、李侃は将才を選抜すること、民のうち勇ましい者を募ること、戦車を用いることの三事を言上した。オイラトのエセン・ハーンが北京に迫ると、朝廷では城外で馬草を燃やして防ぐよう意見する者があった。李侃は敵は軽剽で持久戦をするつもりはなく、民に累を及ぼすことにもなるので、燃やしてはいけないと言上した。いずれも聞き入れられた。ときに父母が容城にあり、李侃は暇乞いをして、危険を冒して父母を迎えた。1450年（景泰元年）、英宗に扈従して死んだ諸臣の後嗣を記録する議論があった。李侃は土木の変から避難して生き延びた者を厳しく譴責するよう求めた。英宗が帰国することになると、李侃は同官の劉福らとともに厚い礼で迎えるよう言上した。景泰帝（朱祁鈺）の意に逆らって詰問されたが、礼部尚書の胡濙の弁護により解放された。
李侃は都給事中に進んだ。軍が興り、天下の学校の儒学教師の俸給が減らされると、李侃が上奏して俸給額をもどされた。1452年（景泰3年）、戸部尚書の金濂が詔を違えて租税を徴収すると、李侃は金濂を非難して、法吏に下させた。石亨の甥の石彪が民業を侵していたことから、李侃は厳しい法を定めて、勲戚や宦官が細民から収奪するのを厳禁し、役人で隠していた者も同罪とするよう請願した。景泰帝は石亨と石彪を赦したものの、そのほかは李侃の請願のとおりにした。ときに給事中のうちで不興を被っても言上することでは、林聡が筆頭とされていたが、李侃も志を高くして俗に従わないことで名声があった。景泰帝の意向で皇太子を朱見深から朱見済に変更する議論が起こり、大臣たちが唯々諾々と従うなか、李侃が泣いて皇太子に失徳のないことを言上し、林聡と御史の朱英がまた皇太子の廃立に反対し、当時の世論はこれに感嘆した。詹事府丞に抜擢された。
1457年（天順元年）、李侃は太常寺丞となった。のちに太僕寺丞に転じた。1463年（天順7年）、太僕寺少卿に進んだ。1466年（成化2年）、右僉都御史となり、山西巡撫をつとめた。李侃は「南方出身者が兵士として西北辺境に配置されると、寒さに縮こまり、敵襲に戦慄する始末です。北方出身者が兵士として南方辺境に配置されると、暑さに耐えられずに、多くが逃亡してしまいます。南北の世襲軍籍にある軍人は、おのおのの出身地で兵に編成するのが人情に合っていて、軍備も修めることができます」と上奏した。この意見は用いられなかった。李侃は巡按の李傑の罪を暴いて上奏した。李傑は対抗して李侃を告発した。調査により李傑は罪の証拠があるとして官位を剥奪されたが、李侃は無罪とされた。1470年（成化6年）、属吏を考査し、布政使の王允・李正芳以下160人を罷免するよう上奏した。母が死去したため、李侃は喪に服すため帰郷しようとしたが、軍民が泣いて抱き合い、行かせまいとした。1473年（成化9年）、喪が明けたが、李侃は出仕せず致仕した。1485年（成化21年）9月庚申、死去した。享年は79。

## 子女
- 李徳恢（厳州府知府）
- 李徳仁（河東塩運使）